# 토마스큰귀갈색박쥐
토마스큰귀갈색박쥐(Histiotus laephotis)는 애기박쥐과에 속하는 박쥐의 일종이다. 남아메리카에 분포한다.

## 특징
작은 크기의 박쥐로 몸길이는 100~127mm이고, 전완장은 45~49mm, 꼬리 길이는 45~59.2mm이다. 발 길이는 7~12mm, 귀 길이는 27~39mm, 몸무게는 최대 14g이다.